# Яблоновский (Ростовская область)
Яблоно́вский — посёлок в Боковском районе Ростовской области.
Входит в состав Краснозоринского сельского поселения.

## История
Указом Президиума Верховного Совета РСФСР от 24 февраля 1988 года посёлку седьмого отделения совхоза «Красная Заря» присвоено наименование Яблоновский.

## Население
| 1989 | 2002 | 2010 |
| ---- | ---- | ---- |
| 341  | ↗365 | ↗392 |

## Улицы
| - ул. Заречная, - ул. Казачья, - ул. Майская, - ул. Сосновая, | - ул. Тополевая, - ул. Центральная, - ул. Яблоновская. |

## Археология
Территория Ростовской области была заселена ещё в эпоху неолита. Люди, живущие на древних стоянках и поселениях у рек, занимались в основном собирательством и рыболовством. Степь для скотоводов всех времён была бескрайним пастбищем для домашнего рогатого скота. От тех времен осталось множество курганов с захоронениями жителей этих мест. Курганы и курганные группы находятся на государственной охране.
Поблизости от территории поселка Яблоновский Боковского района расположено несколько достопримечательностей — памятников археологии. Они охраняются в соответствии с Федеральным законом от 25.06.2002 № 73-ФЗ «Об объектах культурного наследия (памятниках истории и культуры) народов Российской Федерации», Областным законом от 22.10.2004 № 178-ЗС «Об объектах культурного наследия (памятниках истории и культуры) в Ростовской области», Постановлением Главы администрации РО от 21.02.97 № 51 о принятии на государственную охрану памятников истории и культуры Ростовской области и мерах по их охране и др.
- Курганная группа «Яблоновский I» (2 кургана). Находится на расстоянии около 0,7 км к северу от населённого пункта .
- Курганная группа «Яблоновский II» (3 кургана). Находится на расстоянии около 1,0 км к северо-западу от населённого пункта.
- Курганная группа «Яблоновский III» (2 кургана). Находится на расстоянии около 3,0 км к северо-западу от населённого пункта.
- Курган «Яблоновский IV»0. Находится на расстоянии около 0,4 км к юго-западу от населённого пункта.
- Курган «Яблоновский V». Находится на расстоянии около 3,0 км к северо-северо-западу от населённого пункта[5].

## Известные уроженцы
- Панфилов, Никандр Максимович (1916—1991) — советский военнослужащий, капитан, Герой Советского Союза.